# 旭 (広島市)

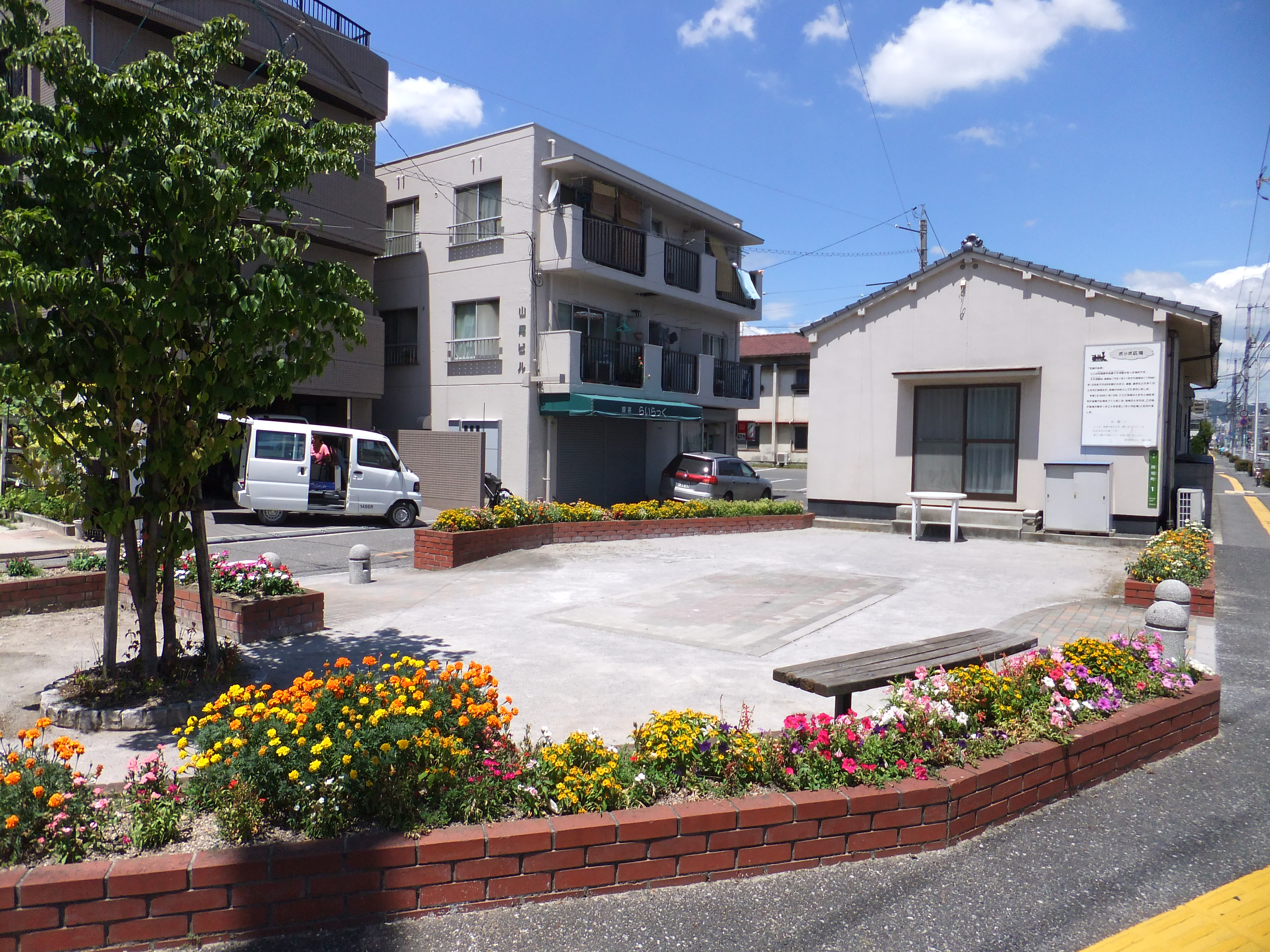
ポッポ広場（西旭町） / かつてこの地区内に所在した宇品線下大河駅の跡地にある公園。

旭（あさひ）は、広島県広島市南区に所在する地区の名称である。ここでは同区において「旭」を町名に含む各町の総称として用いる。「旭町」（ - まち）は旧称。

## 概要

### 地理
広島県を流れる太田川の三角州上、猿猴川と京橋川に挟まれた州の内陸部に位置する。

### 地誌
黄金山の西麓、国道2号および広島県道86号翠町仁保線（黄金山通り）によって挟まれた地域に位置する。かつては旧国鉄宇品線（現在は車道として整備）によって町内が縦断されていた。地区のほとんどは宅地である。古くからの漁師町であった大河地区との関わりが深く（後述のように小学校・銀行支店などいくつかの施設で「大河」を名称に関するものがこの地区内に立地する）、旧・宇品線と交差する古くからの通りが商店街として発達し、主要な施設のほとんどがこの界隈に集中している。

### 住居表示
- 旭1〜3丁目
- 西旭町（にしあさひまち）

### 隣接している地区
すべて南区内。
- 北側：出汐および西霞町。
- 南側：宇品東。
- 西側：翠。
- 東側：大河・山城町。

## 歴史

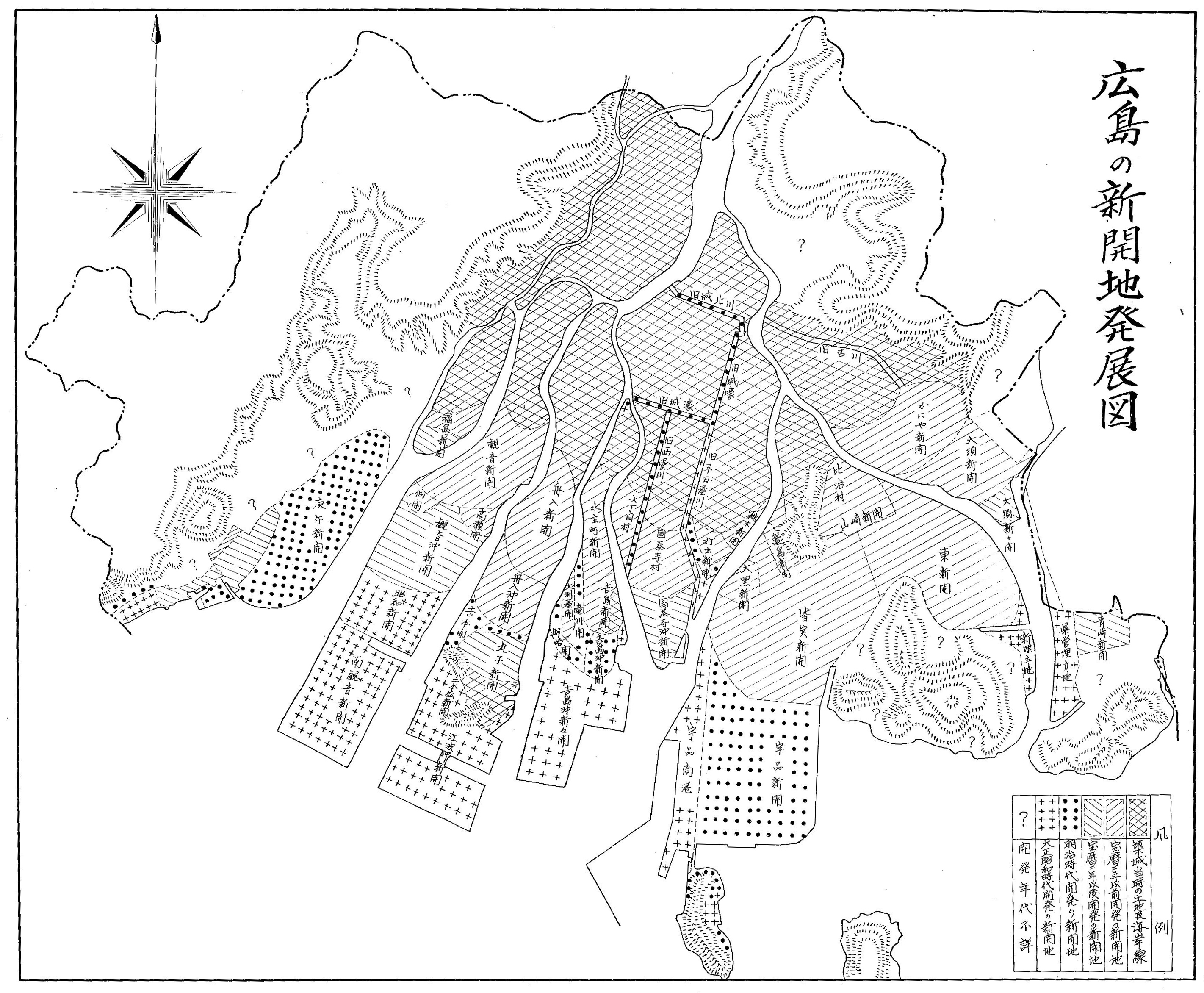
広島の新開地発展図（『概観広島市史』1955年） / 現在の「旭」地区を含む皆実新開が宝暦3年（1753年）以前の開発であり、広島築城時にはこの地区が海であったことが示されている。

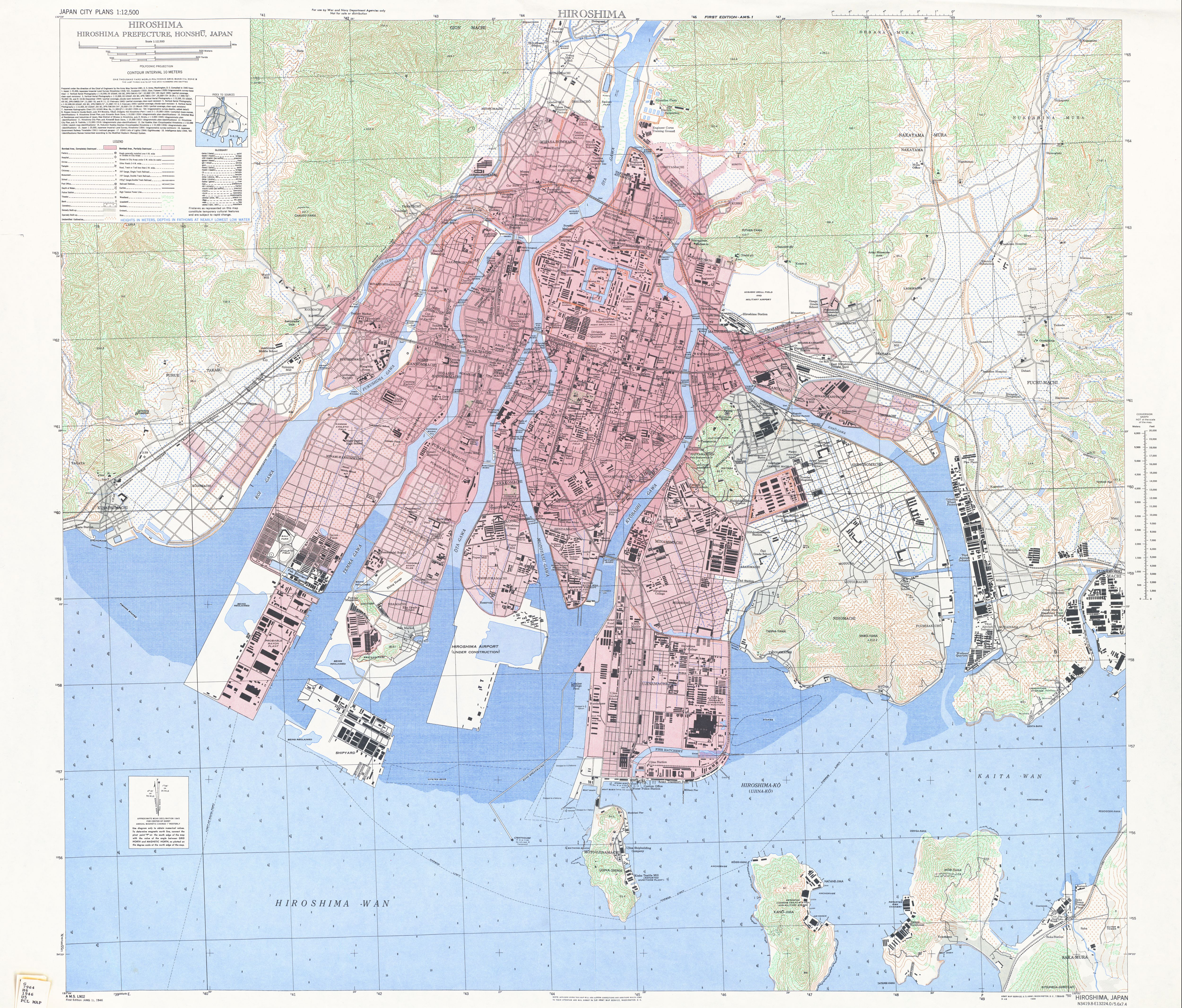
1945年の米軍作成の地図 / "ASAHIMACHI"（旭町）や"Ōkō Grade School"（大河小学校）などが確認できる。"TANNABASHI"（丹那橋）北側の英橋の位置も示されている。

### 地名の由来
「朝日（旭）のごとく繁栄する町」の意がある。

### 沿革

#### 江戸時代から戦前期まで
江戸初期、広島湾頭の遠浅の干潟に過ぎなかったこの地区は、1662年（寛文2年）から翌1663年にかけて行われた仁保島西新開の造成により、近隣の皆実町・出汐・翠などとともに新たな埋め立て地となった。仁保島西新開はのち「皆実新開」と改称され、明治維新後には皆実村、1889年（明治22年）の広島市制施行後は同市の（大字）皆実に属することとなった。日清戦争開戦とともに軍港である宇品港への軍事輸送のためにこの地区を縦断して国鉄宇品線が敷設された。昭和期に入って1932年、地区内（現・西旭町「ポッポ広場」）に宇品線唯一の行き違い駅として下大河駅が開業した。そして、それまで皆実町（1916年に改称）の東半部（当時は「東下組」）であったこの地区は、1933年になって初めて「旭町」として分立した。1945年8月6日の原爆投下に際して、爆心地から3km前後の位置にあったこの地域は、半壊地域とされているものの被害は比較的小さかった。

#### 戦後から現在まで
蔬菜・麦・レンコンなどが栽培される近郊農業地域であった町は戦後、次第に宅地化が進行し、一時は下大河駅が近隣の学校に通学する学生の乗降でにぎわっていた。1970年には宇品線以東の地区を旭1〜3丁目に再編し、1980年には残りの地区を西旭町に改称、町名としての旭町は消滅した。また1960年代に入って利用者を減らしていた宇品線は、1966年平面交差する新広島バイパス（現・国道2号）の開通により致命的な影響を受け、同年末、一般旅客営業停止にともない下大河駅も廃止された（路線自体はその後も貨物線として1986年まで存続した）。また、現在の旭3丁目地区の南半部（広島南警察署前交差点から大河保育園の南側まで）は、戦後に至るまで広島湾への入江が深く切り込み、付近の児童の水遊びの場などとして利用されていたが、1964年に南側の宇品東に工場用地が埋め立てられたのち、1967年にはこの入江も埋め立てられて細い水路となり、その後1980年に下水道整備事業により水路も暗渠化された。1986年の廃止後しばらく廃線跡が放置されていた旧宇品線は、1990年代後半には線路などの施設が完全に撤去され、国道2号（出汐2丁目北東角交差点）と黄金山通り（広島南警察署前交差点）を結ぶ車道として生まれ変わっている。その一方、旧宇品線の沿線に発達した旭町商店街など、古くからの下町の雰囲気を残す街並みも健在である。

### 年表
- 1662年（寛文2年）〜1663年：仁保島西新開として造成される（のち「皆実新開」と改称）。
- 1882年（明治15年）：皆実新開を皆実村と改称。
- 1894年：国鉄宇品線の敷設。
- 1889年：市制施行により広島市大字皆実に属する。
- 1916年（大正5年）：（大字）皆実を皆実町と改称。この地区は「東下組」と称された。
- 1932年（昭和7年）：宇品線下大河駅を開業（現・西旭町）。大河尋常高等小学校（現・大河小学校）が現在地（旭1丁目）に移転。
- 1933年：町名変更により「旭町」として分立。
- 1966年：下大河駅廃止。
- 1967年：現・旭3丁目南部にあった入り江が埋め立てられる。
- 1970年：町域の一部を旭1〜2丁目に再編。
- 1980年：町域の一部を西旭町に再編。
- 1980年：広島市の政令市移行により南区に属す。

## 施設

### 公共施設
- 広島南警察署旭町交番（旭2丁目）
- 広島旭郵便局（旭2丁目） - 旧称「大河郵便局」。
- 広島市旭町ポンプ場（旭3丁目）

### 教育機関
- 広島市立大河小学校（旭1丁目） - 1873年創立の古い歴史をもつ小学校で、創立時は現在の大河地区内に所在していたが1932年7月、現在地に移転。
- あさひ幼稚園（旭2丁目）

### 金融機関
- 広島銀行大河支店（旭2丁目）

### 商業施設
- 旭商店街（旭1・2丁目） - 愛称「アイビータウン」。出汐三丁目9番交差点（旧・出汐踏切）付近から旭一丁目20番交差点付近にかけて形成。
- マルショク旭町店（旭1丁目） - 上記の旭商店街南限に位置し、この地区では最大規模のショッピングセンターである。店舗建替えのため2021年1月17日午後5時を以て一時閉店、2022年4月8日より新店舗にて「マルショク旭店」として営業再開。[3]

### 宗教施設
- PL広島東部教会（旭1丁目）

### 公園
- 旭町公園（西旭町）
- 旭町第一公園（旭2丁目）
- 山城町公園（旭3丁目） - 隣町の山城町にまたがって所在。埋め立てられた入江の一部を公園としたもの。
- ポッポ広場（西旭町） - 旧下大河駅跡地に整備されたポケットバーク。敷地内に西旭町集会所が所在。

### その他
- 広島大河フットボールクラブ - 大河小学校を拠点に活動。

### かつて存在した施設
- 英橋（はなぶさばし / 旭1丁目） - 現在の大河保育園南側に所在した。1897年かつて大河地区とを隔てていた入江を渡るため、英修作が私財を投じて架橋したことからこの名がある。1980年に入江が暗渠化した際に橋も消滅した。現在は大河公民館前に英による架橋を顕彰する碑だけが残されている[4]。

## 交通

### 鉄道
かつては国鉄宇品線が本地区を縦断し西旭町に下大河駅が所在していたが、現在、地区内を通る鉄道は存在しない。

## 関連事項
- 広島市町名・地区一覧 - 南区 (広島市)
- 皆実町・出汐・翠：かつて同じく「皆実新開」に含まれていた地区。
- 霞・東雲：旭を含む「皆実新開」と同時に造成された「東新開」に包括される地区。
- 広島陸軍被服支廠：旭町商店街の愛称「アイビータウン」の由来となった（赤煉瓦の壁にツタが絡まる）旧軍用倉庫が残っている。
- 宇品線 - 下大河駅